# Poiană

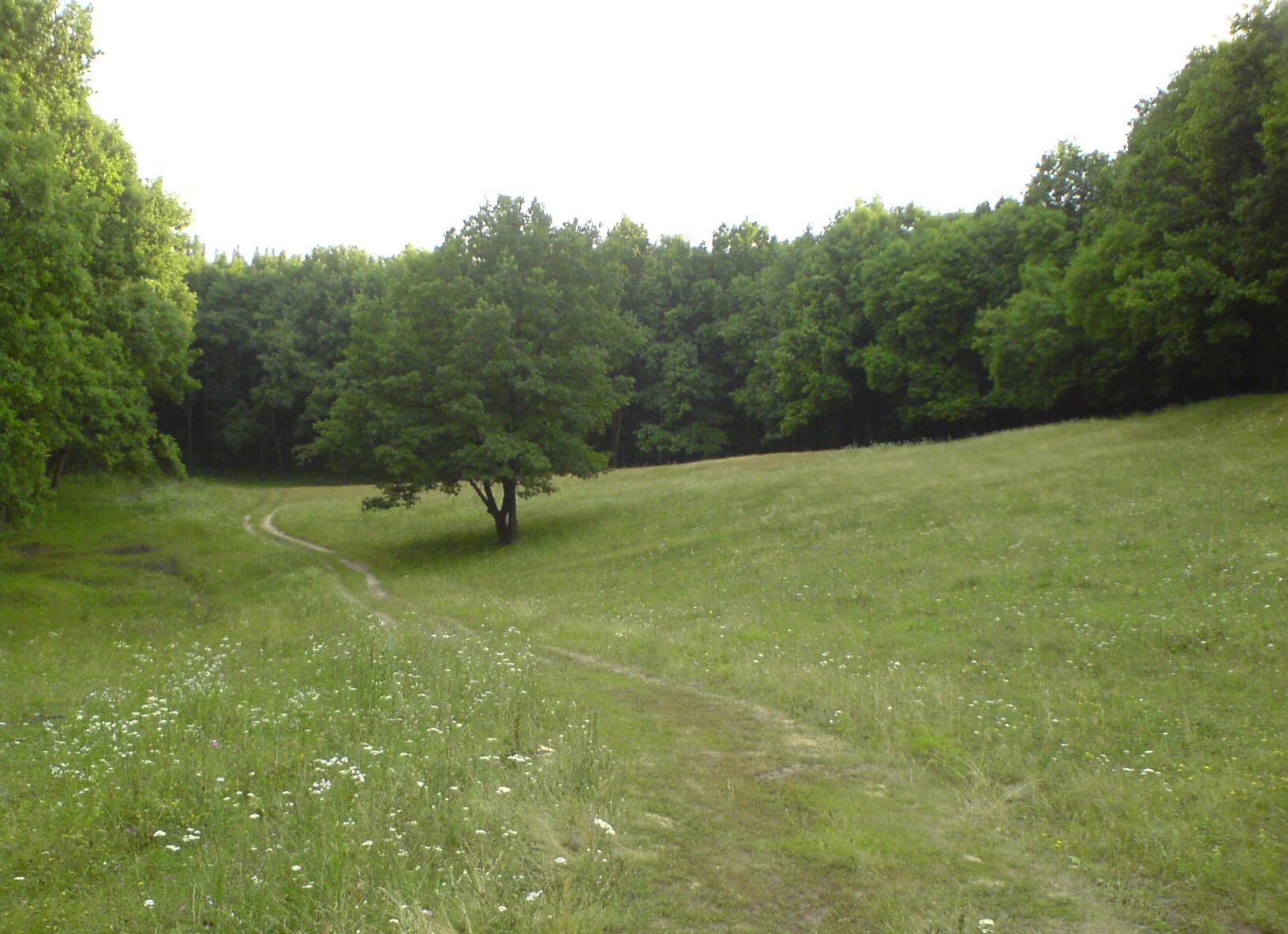
Poiană

O poiană este un spațiu deschis în mijlocul unei păduri, în care nu cresc arbori, ci doar plante ierboase. Poienile apar datorită unor condiții locale, cum ar fi un tip de sol diferit, mai puțin propice speciilor de arbori ce compun pădurea, sau evenimente locale, cum ar fi avalanșe sau incendii.